# Кам'янецька хроніка
«Кам'яне́цька хро́ніка» — найбільша з трьох вірменських хронік (поряд із Венеціанською та Польською). Уклали в XVII столітті брати Акоп та Аксент у місті Кам'янець (нині Кам'янець-Подільський Хмельницької області).
«Кам'янецька хроніка» відтворює події у Кам'янці-Подільському, на Поділлі та в Східній Галичині у 1430—1652 роках. У ній, зокрема, є матеріали про Теребовлю, Підгайці, Чортків, Язловець (нині Бучацького району).
1896 року у Венеції вірменський поет, філолог та історик Гевонд Алішан повністю опублікував «Кам'янецьку хроніку».
У 2015 році фрагменти перекладу здійснив український дипломат, літературознавець Олександр Божко, які опубліковані в журналі «Східний світ».